# فرانک لوبوس
فرانک لوبوس (انگلیسی: Frank Lobos؛ زادهٔ ۲۵ سپتامبر ۱۹۷۶) بازیکن فوتبال اهل شیلی است.
از باشگاه‌هایی که در آن بازی کرده‌است می‌توان به باشگاه ورزشی واسکو دوگاما، باشگاه فوتبال کولو-کولو، و باشگاه فوتبال میتو هولیهوک اشاره کرد.
وی همچنین در تیم‌های ملی فوتبال زیر ۱۷ سال شیلی و زیر ۲۰ سال شیلی بازی کرده‌است.